# Bérétéla
Bérétéla est un village et district dans la sous-préfecture de Tomba-kanssa, préfecture de siguiri, région de Kankan.